# Halen (Emstek)
Halen ist ein Ortsteil im Norden der Gemeinde Emstek, Landkreis Cloppenburg, Oldenburger Münsterland und mit einer Fläche von 2.375 Hektar und 1.666 Einwohnern (Stand: 31. März  2016) das größte Dorf der Gemeinde. Sein Gebiet grenzt im Norden an Hoheging und Beverbruch, im Osten an Ahlhorn und Garthe, im Süden an Emstek und im Westen an Höltinghausen. Das Flüsschen Lethe entspringt im muldenförmigen Gebiet der Haler Heide (Grenze im Norden). Ebenfalls auf Halener Gebiet, nahe Egterholz, entspringt die Soeste (Grenze im Süden).

## Geschichte
Die Ortschaft Halen wird bereits im Jahre 890 im Urbar (Besitzrechtsverzeichnis) des vom Heiligen Liudger gegründeten Benediktinerklosters Werden (siehe „Kloster Werden“) an der Ruhr vermerkt. Halen wies sich als Heidedorf aus, hatte aber auch Waldungen und die früher begehrten Grünflächen an der Lethe zu bieten.
Ein Hauptanziehungspunkt dieser Region ist der „Urwald“ an der B 213 – ein alter Eichen-Hainbuchen-Hudewald im „Staatsforst Baumweg“. Das Lethetal, der Rüdersee, der Dianasee sowie die Fischteiche liegen im Norden Halens im Naturschutzgebiet „Ahlhorner Fischteiche“, eine eindrucksvolle Wasserlandschaft mit mehr als 40 Seen und Teichen. Der  nördlich und östlich gelegene Teil der Lethe gehört allerdings zur Gemeinde Großenkneten im Landkreis Oldenburg.
Eine ursprüngliche Kapelle wurde vermutlich schon 1426 gebaut, eine neu erbaute Kapelle 1698 eingeweiht und die neue katholische Kirche 1965 errichtet.
Das erste Schulgebäude ist ab 1826 errichtet worden. Heute steht in Halen eine großzügig gestaltete Grundschule mit angegliederter Gymnastikhalle.

## Infrastruktur
Eine weitere Attraktion in Halen ist der Halener Badesee, der durch Folgenutzung einer ehemaligen Sandentnahmestelle („Baggersee“) mit seinem Sandstrand und großflächigen Liegewiesen zum beliebten Ziel für Erholungssuchende und Badelustige geworden ist.
Halen liegt am Autobahndreieck A1/A29 sowie der Bahnstrecke Osnabrück–Oldenburg. Das Dorf hat eine Kita und eine Grundschule sowie mehrere Vereine.

## Wohngebiete
Die Bauernschaft teilt sich durch Landwirtschafts- und Forstflächen getrennt auf mehrere Wohngebiete auf: „Am Dorfplatz“, „Am Brinkgarten“, „Eichfeldsiedlung“, „Veilchenweg“, „Lärchenstraße“, „Oppermannsiedlung“, „Bohmshöhe“, „Tannengrund“ sowie „Riehen“ und „Wiesengrund“.

## Kultur
Halen hat ein vielfältiges Vereinsleben zu bieten:
- Musikverein Halen[3]
- Spielmannszug
- Theatergruppe
- Heimatverein[4]
- Tüddelbüddel e. V.
- Gesangverein
- Landjugend (KLJB)[5]
- Schützenverein
- Frauengemeinschaft
- Förderverein der Grundschule
- Senioren 60 Plus
- Gymnastikgruppe
- Hell over Halen e. V.[6]
- Förderverein Kiga Halen